# Goldener Fuchs
Der Goldene Fuchs (slowenisch Zlata lisica) ist ein traditionelles Damen-Skirennen in Maribor in Slowenien, das seit 1964 veranstaltet wird. Üblicherweise gibt es einen Riesenslalom und einen Slalom, die jeweils für den alpinen Skiweltcup gewertet werden. Zusätzlich erhält die Sportlerin mit der besten Gesamtzeit beider Rennen eine Trophäe in Form eines Fuchses aus Gold.
Die Weltcuprennen wurden bis 2020 oberhalb der Stadt Maribor auf im Skigebiet Mariborsko Pohorje  gefahren und locken jedes Jahr tausende Zuseher an. Sie gehören zu den Klassikern des Damenskisports:  Nach Cortina d’Ampezzo und Val-d’Isère hat Maribor in der Geschichte des Weltcups die meisten Damenbewerbe ausgerichtet.
In einigen Jahren musste wegen der Schneelage an andere Orte ausgewichen werden. So fanden die Rennen 1974 in Bad Gastein, 1975 in Sarajevo sowie in den Jahren 1976, 1988, 1991, 2007 und 2012 in Kranjska Gora, dem Veranstalter der traditionellen Herren-Weltcuprennen um den Vitranc-Pokal, statt. 1998 und 2011 kam es zu Absagen, und die Rennen um den Goldenen Fuchs wurden ersatzlos gestrichen.
Den einzigen Weltcup-Super-G in Maribor gewann 1999 Hilde Gerg aus Deutschland. Er zählte nicht zur Gesamtwertung um den Goldenen Fuchs und sollte ursprünglich am Neujahrstag gefahren werden. Das Rennen wurde jedoch wetterbedingt auf den 2. Januar verschoben und fand so am selben Tag wie der Riesenslalom statt.
Die erfolgreichste Teilnehmerin ist Vreni Schneider aus der Schweiz. Sie errang acht Rennsiege in Maribor bzw. Kranjska Gora und gewann den Goldenen Fuchs sieben Mal.

## Siegerliste
Fett geschriebene Läuferinnen wurden im betreffenden Jahr mit dem Diamantenen Fuchs ausgezeichnet. Diesen erhält man nach zwei gewonnenen Goldenen Füchsen in zwei aufeinanderfolgenden Jahren bzw. für drei Goldene Füchse insgesamt.
Kursiv geschriebene Namen stehen für Rennen, die nicht zur Gesamtwertung um den Goldenen Fuchs zählten.
| Jahr | Slalom                          | Riesenslalom                              | Goldener Fuchs            | Anmerkungen                   |
| ---- | ------------------------------- | ----------------------------------------- | ------------------------- | ----------------------------- |
| 1964 | Marielle Goitschel              |                                           | Marielle Goitschel        |                               |
| 1965 | Florence Steurer                | Florence Steurer                          | Florence Steurer          |                               |
| 1966 | Fernande Bochatay Traudl Hecher |                                           | Grete Digruber            |                               |
| 1967 | Hiltrud Rohrbach                | Marie-France Jean-Georges                 | Marie-France Jean-Georges |                               |
| 1968 | Gertrud Gabl                    | Olga Pall                                 | Gertrud Gabl              |                               |
| 1969 | Rosie Fortna                    | Michèle Jacot                             | Michèle Jacot             |                               |
| 1970 | Barbara Ann Cochran             | Annemarie Moser-Pröll                     | Barbara Ann Cochran       | 1. Weltcuprennen in Maribor   |
| 1971 | Annemarie Moser-Pröll           | Françoise Macchi                          | Annemarie Moser-Pröll     |                               |
| 1972 |                                 | Françoise Macchi                          | Françoise Macchi          |                               |
| 1973 | Patricia Emonet                 |                                           | Patricia Emonet           |                               |
| 1974 |                                 | Fabienne Serrat                           | Fabienne Serrat           | Rennen in Bad Gastein         |
| 1975 |                                 | Annemarie Moser-Pröll                     | Annemarie Moser-Pröll     | Rennen in Sarajevo            |
| 1976 | Lise-Marie Morerod              | Lise-Marie Morerod                        | Lise-Marie Morerod        | Rennen in Kranjska Gora       |
| 1977 | Claudia Giordani                | Lise-Marie Morerod                        | Monika Kaserer            |                               |
| 1978 | Hanni Wenzel                    |                                           | Hanni Wenzel              |                               |
| 1979 | Hanni Wenzel                    |                                           | Hanni Wenzel              |                               |
| 1980 | Hanni Wenzel                    |                                           | Hanni Wenzel              |                               |
| 1981 |                                 | Marie-Theres Nadig                        | Marie-Theres Nadig        |                               |
| 1982 | Erika Hess                      |                                           | Erika Hess                |                               |
| 1983 | Erika Hess                      |                                           | Erika Hess                |                               |
| 1984 | Erika Hess                      |                                           | Erika Hess                |                               |
| 1985 | Tamara McKinney                 | Michela Figini                            | Erika Hess                |                               |
| 1986 | Roswitha Steiner                | Vreni Schneider                           | Vreni Schneider           |                               |
| 1987 | Camilla Nilsson                 |                                           | Camilla Nilsson           |                               |
| 1988 | Mateja Svet                     | Mateja Svet                               | Mateja Svet               | Rennen in Kranjska Gora       |
| 1989 | Vreni Schneider                 |                                           | Vreni Schneider           |                               |
| 1990 | Vreni Schneider                 | Mateja Svet                               | Mateja Svet               |                               |
| 1991 | Nataša Bokal Petra Kronberger   | Vreni Schneider                           | Vreni Schneider           | Rennen in Kranjska Gora       |
| 1992 | Vreni Schneider                 |                                           | Vreni Schneider           |                               |
| 1993 | Vreni Schneider                 | Carole Merle                              | Vreni Schneider           |                               |
| 1994 | Vreni Schneider Urška Hrovat    | Ulrike Maier                              | Vreni Schneider           |                               |
| 1995 | Vreni Schneider                 | Martina Ertl                              | Vreni Schneider           |                               |
| 1996 | Kristina Andersson              | Martina Ertl Katja Seizinger              | Martina Ertl              |                               |
| 1997 | Pernilla Wiberg                 | Sabina Panzanini                          | Urška Hrovat              |                               |
| 1998 |                                 |                                           |                           | Absage                        |
| 1999 | Pernilla Wiberg                 | Anita Wachter                             | Anita Wachter             | Super-G: Hilde Gerg           |
| 2000 | Trine Bakke                     | Michaela Dorfmeister                      | Sonja Nef                 |                               |
| 2001 |                                 | Sonja Nef                                 | Sonja Nef                 |                               |
| 2002 | Anja Pärson                     | Sonja Nef                                 | Sonja Nef                 |                               |
| 2003 | Anja Pärson                     | Anja Pärson                               | Anja Pärson               |                               |
| 2004 | Anja Pärson                     | Anja Pärson                               | Anja Pärson               |                               |
| 2005 | Anja Pärson                     | Tina Maze                                 | Anja Pärson               |                               |
| 2006 | Marlies Schild                  |                                           | Marlies Schild            |                               |
| 2007 | Marlies Schild                  | Nicole Hosp                               | Šárka Záhrobská           | Rennen in Kranjska Gora       |
| 2008 | Nicole Hosp                     | Elisabeth Görgl                           | Nicole Hosp               |                               |
| 2009 | Maria Höfl-Riesch               | Tina Maze                                 | Maria Höfl-Riesch         |                               |
| 2010 | Kathrin Zettel                  | Kathrin Zettel                            | Kathrin Zettel            |                               |
| 2011 |                                 |                                           |                           | Absage                        |
| 2012 | Michaela Kirchgasser            | Tessa Worley                              | Tanja Poutiainen          | Rennen in Kranjska Gora       |
| 2013 | Lindsey Vonn                    | Tina Maze                                 | Tina Maze                 |                               |
| 2014 | Frida Hansdotter                |                                           | Frida Hansdotter          | Rennen in Kranjska Gora       |
| 2015 | Mikaela Shiffrin                | Anna Fenninger                            | Mikaela Shiffrin          |                               |
| 2016 |                                 | Viktoria Rebensburg                       | Viktoria Rebensburg       | Slalom im 1. Lauf abgebrochen |
| 2017 | Mikaela Shiffrin                | Tessa Worley                              | Mikaela Shiffrin          |                               |
| 2018 |                                 |                                           |                           | Absage                        |
| 2019 | Mikaela Shiffrin                | Petra Vlhová Mikaela Shiffrin (ex aequo)  | Mikaela Shiffrin          |                               |
| 2020 | Petra Vlhová                    | Alice Robinson                            | Petra Vlhová              | Rennen in Kranjska Gora       |
| 2021 |                                 | Marta Bassino (RS 1) Marta Bassino (RS 2) | Marta Bassino             | Rennen in Kranjska Gora       |
| 2022 | Petra Vlhová                    | Sara Hector                               | Petra Vlhová              | Rennen in Kranjska Gora       |